# Kabinett Kyprianou II

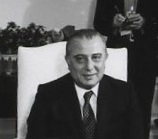
Spyros Kyprianou war zwischen 1977 und 1988 Staatspräsident

Das Kabinett Spyros Kyprianou II wurde in der Republik Zypern am 8. März 1978 von Staatspräsident Spyros Kyprianou gebildet und löste das Kabinett Spyros Kyprianou I ab. Es blieb nach einer größeren Kabinettsumbildung am 10. September 1980 bis zum 20. April 1982 im Amt und wurde daraufhin vom Kabinett Spyros Kyprianou III abgelöst.

## Minister
Dem Kabinett gehörten folgende Minister an:
| Amt                                                   | Amtsinhaber                              | Beginn der Amtszeit             | Ende der Amtszeit                |
| ----------------------------------------------------- | ---------------------------------------- | ------------------------------- | -------------------------------- |
| Staatspräsident                                       | Spyros Kyprianou                         | 8. März 1978                    | 20. April 1982                   |
| Außenminister                                         | Nikos Rolandis                           | 8. März 1978                    | 20. April 1982                   |
| Finanzminister                                        | Andreas Patsalides Afxentis Afxentiou    | 8. März 1978 1. November 1979   | 1. November 1979 20. April 1982  |
| Innenminister und Verteidigungsminister               | Christodoulos Veniamin                   | 8. März 1978                    | 20. April 1982                   |
| Minister im Präsidialamt                              | Giorgios Ioannides Stelios Katsellis     | 8. März 1978 10. September 1980 | 9. September 1980 20. April 1982 |
| Bildungsminister                                      | Chrysostomos Sofianos Nikolaos Konomis   | 8. März 1978 10. September 1980 | 9. September 1980 13. April 1982 |
| Minister für Landwirtschaft und natürliche Ressourcen | Giorgios Tombazos Nikos Pattichis        | 8. März 1978 10. September 1980 | 9. September 1980 20. April 1982 |
| Gesundheitsminister                                   | Andreas Mikellides Giorgios Tombazos     | 8. März 1978 10. September 1980 | 9. September 1980 20. April 1982 |
| Minister für Handel und Industrie                     | Andreas Papageorgiou Konstantin Kittis   | 8. März 1978 10. September 1980 | 9. September 1980 20. April 1982 |
| Minister für Kommunikation und öffentliche Arbeiten   | Marios Eliades Georgios Chatzikostas     | 8. März 1978 10. September 1980 | 9. September 1980 20. April 1982 |
| Minister für Arbeit und Sozialversicherung            | Aimilios Theodoulou Giorgios Stavrinakis | 8. März 1978 10. September 1980 | 9. September 1980 20. April 1982 |
| Justizminister                                        | Petros Mikellides Andreas Demetriades    | 8. März 1978 10. September 1980 | 9. September 1980 20. April 1982 |
| Staatssekretär im Innen- und Verteidigungsministerium | Stelios Katsellis Petros Stylianou       | 8. März 1978 10. September 1980 | 9. September 1980 20. April 1982 |
| Staatssekretär im Bildungsministerium                 | Kostas Chatzistefanou                    | 8. März 1978                    | 9. September 1980                |